# Jurnalismul galben

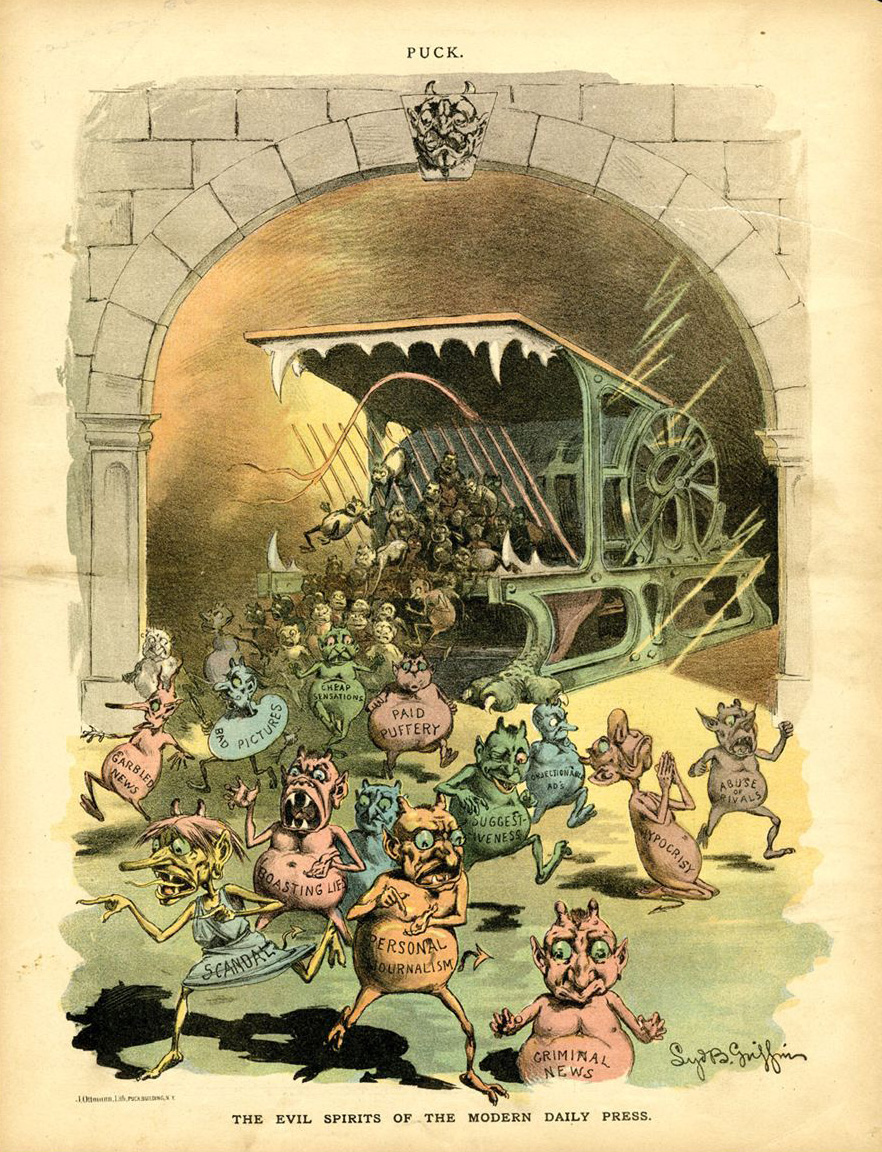
Diavolii tiparului, într-o caricatură din Puck, 21 noiembrie 1888.

Jurnalismul galben sau presa galbenă este un model de jurnalism, care prezintă știri mici sau nu foarte bine documentate și se sprijină pe titluri atractive pentru a vinde mai multe ziare. Tehnicile pot include exagerări ale evenimentelor, scandaluri și senzaționalism. Prin generalizare, noțiunea de "presă galbenă" este folosită peiorativ pentru a condamna orice formă de jurnalism, care tratează știrile în moduri neprofesionale sau neetice.
Campbell (2001) descrie ziarele din presa galbenă ca publicații cu prima pagină împărțită în mai multe coloane, care prezintă diverse domenii precum sport și scandal, folosind formate îngroșate (cu ilustrații mari și uneori color), bazate profund pe surse anonime si auto-promovate necondiționat.
Frank Luther Mott (1941) definește jurnalismul galben în termeni de cinci caracteristici:
1. Titluri incitative, uneori înfricoșătoare, scrise cu un fond mare, care ocupă un spațiu semnificativ din prima pagină, precedate de știri mici;
2. utilizarea generoasă de imagini sau desene imaginare;
3. utilizarea unor interviuri false, folosirea titlurilor înșelătoare, pseudo-știință și o paradă de lecții false oferite de așa-ziși experți;
4. suplimente color, cu benzi desenate, distribuite duminica;
5. simpatie dramatică pentru „persoana slaba din sistem”.

## Originile Jurnalismului Galben. Pulitzer vs. Hearst

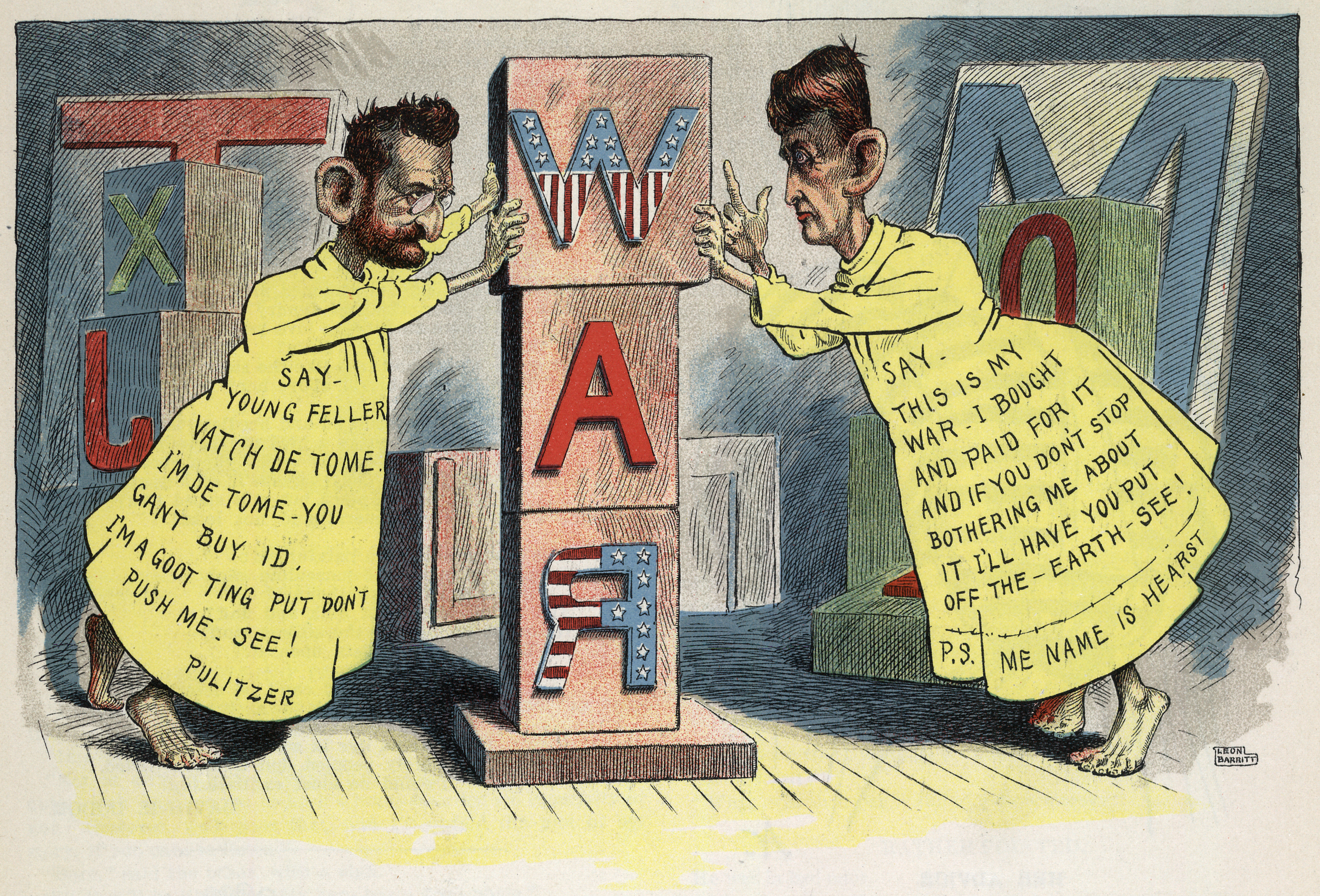
Caricatură cu Pulitzer și Hearst, care face referire la bătălia dintre cei doi

Termenul de „jurnalism galben” provine din Statele Unite secolului al XIX-lea, când New York World, publicația lui Joseph Pulitzer, și New York Journal, ziarul lui William Randolph Hearst, se aflau în bătălie pentru tiraj. Disputa din 1895 a atins punctul culminant în anul 1898, iar referințele istorice fac trimitere în special la această dată. Ambele publicații au fost acuzate de critici pentru distorsionarea sau exagerarea știrilor, acțiuni întreprinse intenționat, pentru a crea senzație și pentru a crește circulația publicațiilor. Deși cele două ziare întocmeau și material serioase și bine documentate, Pulitzer și Hearts au apelat la senzațional mult timp.
Termenul de „jurnalism galben” a fost inventat de Erwin Wardman, editorul de la New York Press. Wardman a fost primul care a publicat termenul, dar există dovezi că expresii precum " yellow journalism” (jurnalism galben) și "school of yellow kid journalism” (școala de jurnalism a copilului galben) au fost deja utilizate de către ziariști din acea vreme.
Wardman nu a definit termenul exact. Tot Wardman a utilizat și expresia „copilul galben al jurnalismului”, referindu-se la pe atunci popularele benzi desenate, pe care le publicau atât Pulitzer cât și Hearst, în timpul bătăliei pentru circulația ziarelor.
După ce a făcut din St. Louis Post-Dispatch unul din cele mai dominante ziare din Missouri, Pulitzer a achiziționat publicația New York World în anul 1883. El s-a chinuit să transforme New York World într-un ziar cu o lectură care să distreze publicul și i-a umplut paginile cu imagini, jocuri și concursuri, pentru a atrage cât mai mulți cititori noi. 
Informații despre crime se întindeau pe mai multe pagini și aveau titluri ca “A fost sinucidere?” sau “Striga pentru milă”.
Pe număr, Pulitzer cerea doar doi cenți și oferea în schimb opt pagini pline cu informații, iar câteodată chiar și douăsprezece (singurele ziare care costau doar 2 cenți nu aveau mai mult de patru pagini).
Deși au existat multe știri și povești senzaționale în New York World, cu siguranță nu au fost singurele materiale din ziar și nici cele dominante. Pulitzer credea că ziarele sunt instituțiile publice, cu obligația de a îmbunătăți societatea, motiv pentru care a atribuit cuvântul „World” în denumirea publicației în serviciul de reformă socială. La doar doi ani de când Pulitzer a preluat conducerea la New York World, acesta a devenit ziarul cu cel mai mare tiraj din New York, ajutat în parte prin legăturile strânse ale lui Pulitzer cu Partidul Democrat.
Editorii mai vechi, invidioși pe succesul lui Pulitzer, au început să-i critice ziarul, punând accent pe poveștile cu crimă și știrile senzaționale, fără să acorde atenție materialelor serioase- tendințe care au influențat percepția populară asupra jurnalismului galben. Charles Dana, redactor-șef la New York Sun, a atacat ziarul New York World și a spus că Pulitzer are „ un deficient în judecată”.
Abordarea lui Pulitzer l-a impresionat pe William Randolph Hearst, un moștenitor de miniere, care a cumpărat ziarul San Francisco Examiner de la tatăl său în 1887. Hearst obișnuia să citească New York World, când era student la Universitatea Harvard și a hotărât să facă din publicația sa- Examiner- una de succes, exact ca și cea a lui Pulitzer.
Sub conducerea sa, Examiner a dedicat 24% din spațiul său știrilor despre crimă, prezentând întâmplările sub forma unor piese de teatru cu morală, în timp ce pe prima pagină si aflau materiale despre adulter și nuditate (după standardele secolului al XIX-lea). Atunci când scria despre crime, Hearst era hiperbolic. Într-unul din materialele sale timpurii, cu privire la o "bandă de criminali", el dezvăluia cum aceștia au atacat poliția pentru că forțau reporteri de la Examiner să facă munca lor. Dar, în timp ce se complăcea în aceste materiale, Examiner a crescut și spațiul dedicat știrilor internaționale și trimitea reporteri sub acoperire pentru a descoperi corupția municipală și ineficiența statului.
Într-o poveste cunoscută, Winifred Negre, reporterul Examiner, a fost admisă într-un spital din San Francisco, unde a descoperit că femeile lipsite de mijloace materiale au fost tratate cu o cruzime brută. Întregul personal al spitalului a fost concediat în dimineața în care materialul a apărut în ziar.

## De la Examiner la New York Journal
Cu succes pe care ziarul Examiner l-a stabilit prin anii 1890, Hearst a început să caute un ziar în New York, pe care să-l cumpere ulterior. A achiziționat publicația New York Journal în anul 1895, care a aparținut la un moment dat lui Albert Pulitzer, fratele lui Pulitzer.
Ziarele metropolitane au apărut după lansarea publicității marilor magazine din anii 1890 și au cunoscut o largă răspândire. Aceasta l-a condus pe Hearst, urmând strategia anterioara a lui Pulitzer, să păstreze prețul pentru publicația NY Journal la 1 cent (comparativ cu cei 2 cenți ai The World) oferind la fel de multă informație ca și concurența. Această strategie a funcționat, vânzările Journal sărind la 150.000. Pultzer a redus și el prețul inițial la 1 penny, sperând să își conducă rivalul (care era oricum subvenționat din averea familiei sale) spre faliment. Într-un contraatac, Hearst a percheziționat conducerea World în 1896. În timp ce mai multe surse spun că Hearst a oferit pur și simplu mai mulți bani, Pulitzer - care a devenit tot mai abuziv cu angajații săi - a devenit un om extrem de dificil, alături de care era greu să lucrezi și drept urmare mulți angajați World au fost dispuși să plece pentru a scăpa de el.
Deși concurența dintre NY World și NY Journal a fost acerbă, ziarele au fost temperamentale deopotrivă. Ambele erau democratice, ambele au fost simpatizate de muncitori și imigranți și amândouă au investit resurse enorme în publicațiile de duminică, care au funcționat ca săptămânale. Suplimentele de duminică au inclus primele benzi desenate color, iar unii susțin că termenul de „jurnalism galben” provine de la aceste rubrici.

## Copilul galben

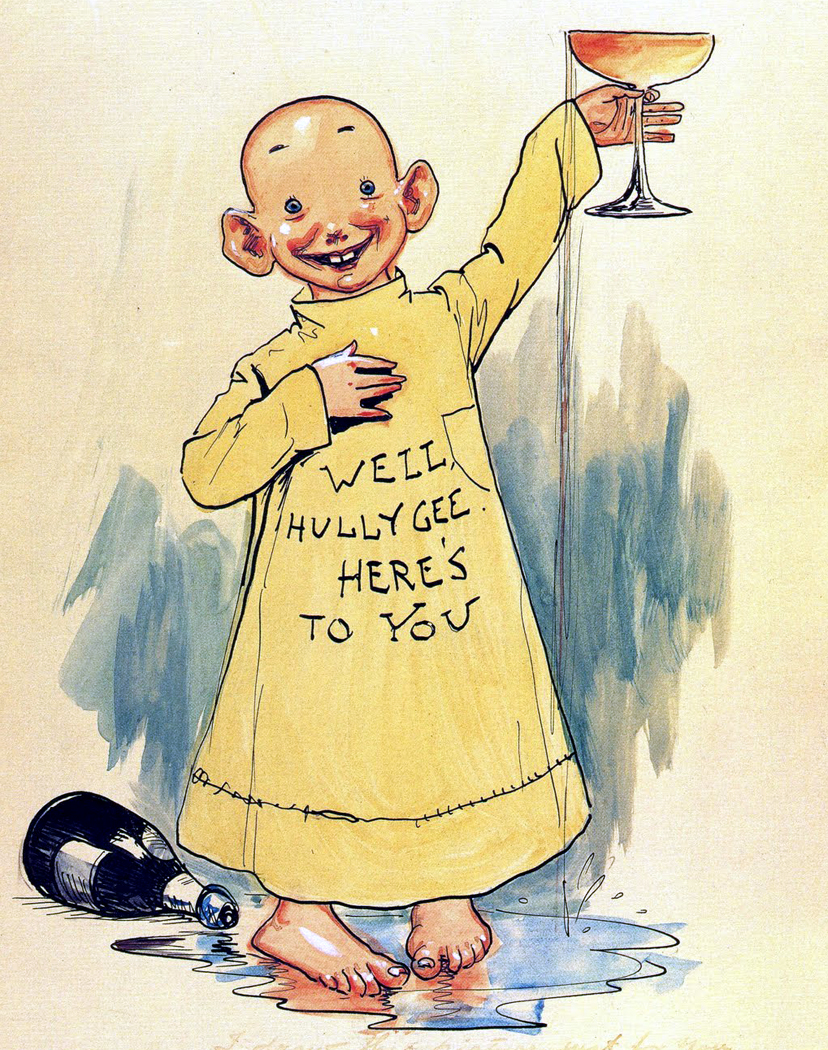
Copilul galben

Hogan Alley a fost personajul principal din benzile desenate publicate în suplimentul de duminică. El era un copil galben, chelios și îmbrăcat într-o cămașă de noapte lungă. Hogan Alley a devenit extrem de popular, când caricaturistul Richard F. Outcault a început să-l deseneze pentru ziarul New York World, la începutul anului 1896.
Când Hearst l-a angajat pe Outcault pentru New York Journal, Pulitzer a fost nevoit să apeleze la serviciile lui George Luks. Aparițiile Copilului Galben au continuat concomitent în ambele ziare. 
Utilizarea termenului de “jurnalism galben” ca sinonim pentru senzaționalismul care există în cantități mari în SUA, se pare că a început cu comentarile și criticile unor ziare serioase la excesele din publicațiile copiilor galbeni 
În 1890, Samuel Warren și Louis Brandeis au publicat "Dreptul la confidențialitate", considerat cel mai influent articol de revizuire legală al tuturor timpurilor. A fost ca o reacție critică la formele de senzaționalism prezente în jurnalism, pe care ei le-au văzut ca o amenințare fără precedent a vieții private individuale. Se consideră că acest articol ar fi condus la recunoașterea unor noi drepturi comune de confidențialitate.

## Războiul Americano-Spaniol
Pulitzer și Hearst sunt adesea prezentați ca fiind cauza de intrare a Statelor Unite în războiul hispano-american, datorită poveștilor senzaționale și a materialelor jurnalistice exagerate, prin care prezentau condițiile teribile din Cuba. Cu toate acestea, marea majoritate a americanilor nu au trăit în New York City, iar factorii de decizie care locuiau acolo, probabil, s-au bazat mai mult pe ziare ca Times, The Sun sau Post. Un celebru exemplu de cerere este povestea apocrifă pe care Frederic Remington i-a telegrafiat lui Hearst spunându-i că era liniște în Cuba și "Nu va fi nici un război". Hearst a răspuns "Vă rugăm rămâneți. Veți furniza pozele și noi vom furniza războiul." Istoricii nu cred nici acum că astfel de telegrame au fost trimise.
Dar Hearst a devenit un "șoim de război" după revolta izbucnită în Cuba în 1895. Istorii despre virtuți cubaneze și brutalități spaniole au acaparat primele pagini. În timp ce sursele erau de o claritate dubioasă, cititorii ziarelor din sec. 19 nu se așteptau sau nu doreau neapărat, ca relatările să fie pur non-ficțiune. Istoricul Michael Robertson a afirmat că "Reporterii ziarelor și cititorii din anii 1890 erau mai puțin concentrați pe a separa bine raportarea bazată pe fapte, opinii și literatură".
Pulitzer, deși nu dispunea de resursele lui Hearst, a publicat pe prima pagină a ziarului său știri despre război. Presa galbenă a acoperit extensiv subiectul revoluției și de multe ori inexact, dar condițile din Cuba erau suficient de oribile. Insula se afla într-o depresiune economică teribilă și generalul spaniol Valeriano Weyler, trimis să zdrobească rebeliunea, a mânat țăranii cubanezi în lagăre de concentrare, astfel conducându-i la moarte. S-a vociferat o luptă pentru doi ani, iar Hearst a luat credit pentru conflict atunci când a izbucnit. La o săptămână după ce America a declarat război Spaniei, el a publicat în ziar titlul „ Cum îți place Jurnalul (Journal-referire la numele ziarului său) războiului?”. De fapt președintele William McKinley nu a citit niciodată NY Journal și nici ziare precum Tribune sau New York Post Evening. Mai mult decât atât, istoricii jurnalismului au remarcat că jurnalismul galben a fost limitat la New York, iar locuitorii celorlalte orașe americane nu urmăreau „ziarele galbene”. NY World și NY Journal nu au fost primele în topul celor zece surse de știri în presa regională, iar poveștile și știrile lor pur și simplu nu au făcut senzație în afara orașului New York.
Prin urmare, războiul s-a declanșat pentru că opinia publică a fost sătula de vărsarea de sânge care a avut loc la momentul respectiv și pentru că lideri precum McKinley și-au dat seama că Spania a pierdut controlul Cubei. Acești factori au însemnat mai mult pentru președinte decât melodramele din New York Journal.
Când a început invazia, Hearst a navigat direct la Cuba, în calitate de corespondent de război, furnizând informații sobre și exacte despre luptă. Creelman a apreciat mai târziu activitatea reporterilor, care expunea ororile proastei conduceri spaniole, argumentând „nici o adevărată istorie a războiului. . . nu poate fi scrisă fără o recunoaștere a faptului că, indiferent de justiție și libertate, progresul adus de războiul spaniol-american a fost ca urmare a acțiunilor purtate de jurnaliștii galbeni, dintre care mulți se află în morminte necunoscute "

## După Război
Hearst a fost un conducător democrat, care l-a promovat pe William Jennings Bryan pentru președinție între anii 1896-1900. El mai candidase pentru postul de primar și guvernator și chiar văzuse nominalizările prezidențiale, dar a pierdut mult din prestigiul său personal, când indignarea a explodat în anul [1901], după ce cronicarul Ambrose Bierce și [redactorul-șef] Arthur Brisbane, au publicat, timp de luni întregi, articole separate prin care sugerau asasinarea lui William McKinley.
Când McKinley a fost împușcat în 06 septembrie 1901, criticii au acuzat jurnalismul galben a lui Hearst, spunând că l-a împins pe Leon Czolgosz la faptă. Hearst nu a știut de articolul lui Bierce și a pretins că l-a retras pe cel a lui Brisbane, după ce l-a tipărit într-o primă ediție. Cu toate acestea, incidentul l-a bântuit pentru tot restul vieții sale și i-a distrus toate ambițiile prezidențiale.
Pulitzer, bântuit de "păcatele galbene", a întors "World" la rădăcinile sale cruciade în timp ce noul secol se ivea. Până în momentul morții sale în 1911, "World" a fost o publicație foarte respectată, și ar rămâne un ziar de frunte progresiv până la închiderea sa în 1931. Numele său a rezistat pe la Scripps-Howard New York World-Telegram, și apoi mai târziu la New York World-Telegram și Sun în 1950, și în cele din urmă a fost folosit de la New York World-Jurnalul-Tribune din septembrie 1966 până în mai 1967. În acel moment, doar un singur ziar de format mare a rămas în New York City.